# Isla Alvarenga
Isla Alvarenga (en portugués: Ilha Alvarenga) es el nombre de una isla continental que se encuentra situada en el Océano Atlántico, en la costa sur del país sudamericano de Brasil, en la Bahía de Babitonga (Baía da Babitonga).
La isla se encuentra deshabitada, aunque existe una casa utilizada por los pescadores. Administrativamente forma parte del sureño estado de Santa Catarina.